# Schlag den Raab (Spiel)
Schlag den Raab ist ein Brettspiel von Max Kirps, welches im Jahr 2009 im Ravensburger Verlag erschienen ist. Es basiert auf der Fernsehshow Schlag den Raab. Das Spiel gewann 2010 den Preis Spiel der Spiele in der Kategorie Spiele Hit mit Freunden.

## Spielweise
In dem Spiel übernimmt ein Spieler die Rolle des Stefan Raab, die anderen Spieler gemeinsam die Rolle seines Kontrahenten. Dann werden bis zu 15 Spiele gegeneinander ausgetragen, wobei das erste Spiel einen Punkt, das zweite zwei Punkte und so weiter gibt. Während Stefan Raab bei jedem Spiel antritt, tritt der Rest kooperativ an. Dabei können sie entscheiden, wer welches Spiel austrägt, wobei jeder einmal dran gewesen sein muss, bevor wieder alle Spieler zur Verfügung stehen. Außerdem kann der Stefan-Spieler dreimal im Spielverlauf einen bestimmten Spieler als Gegner aus dem gegnerischen Team auswählen. Die Spiele sind in drei Kategorien unterteilt, welche abwechselnd dran kommen. Dabei kann das Spiel aus 36 Möglichkeiten beliebig ausgewählt werden oder mit Hilfe eines Kreisels gelost werden. Wer einen unaufholbaren Vorsprung hat (mindestens 61 Punkte) oder nach 15 Spielen vorne liegt, gewinnt das Spiel.
Die 36 Spiele in alphabetischer Reihenfolge:
| Name                     | Kurzbeschreibung |
| ------------------------ | --- |
| Autokennzeichen          | Es müssen die Städte zu deutschen Kfz-Kennzeichen genannt werden |
| Bechern                  | Ein Spielchip muss aus dem Stand in einen am Boden stehenden Becher fallengelassen oder geworfen werden |
| Blamieren oder kassieren | Vom Moderator gestellte, schnelle Quizfragen müssen beantwortet werden, der schnellere Spieler erhält einen Punkt, bei einer falschen Antwort erhält der Gegner einen Punkt |
| Buchstabenzählen         | Die Anzahl der Buchstaben in langen, vorgelesenen Wörtern muss genannt werden |
| Buchstabieren            | Es müssen Wörter rückwärts buchstabiert werden |
| Carrom                   | Mit Hilfe eines großen Chips müssen die drei Chips in der eigenen Farbe in die Löcher der Box geschnipst werden |
| Chipflip                 | Ein auf der Tischkante liegender Chip muss in einen Becher geschnipst werden |
| Curling                  | Ein Chip muss mit Hilfe eines Gummibandes möglichst nah an das Ziel geschossen werden |
| Dosenschießen            | Ein kleiner Aufsteller muss mit Hilfe einer Kanone umgeschossen werden |
| Eierlauf                 | Man muss mit einem Gummiei zwischen den Beinen geklemmt einen Wettlauf absolvieren |
| Eierspiel                | Ein eierförmiger Flummi muss auf den Boden geworfen und daraufhin wieder aufgefangen werden |
| Englisch Fußball         | Ein Chip muss durch zwei weitere Chips geschnipst werden. Solange dies gelingt, ist man an der Reihe, Ziel ist es, möglichst oft bis ins gegnerische Tor vorzustoßen |
| Flaggen                  | Es müssen die zu den Flaggen gehörigen Länder genannt werden |
| Golf                     | Mit möglichst wenigen Versuchen muss ein kleiner Chip mit Hilfe eines größeren Chip in ein Loch in einer Pappkarte geschnipst werden |
| Hochschuss               | Der kleinere Chip muss mit Hilfe eines größeren Chip über eine Latte geschnipst werden, welche nach jedem gelungenen Versuch höher gelegt wird |
| Jakkolo                  | Acht Chips müssen möglichst gewinnbringend in vier Tunnel mit den Werten 1–4 geschossen werden |
| Kartenduell              | Die Spieler spielen verdeckt und zeitgleich eine Karte mit einem Zahlenwert aus. Wer die höhere Karte spielt, gewinnt beide Karten, wer mehr Karten gewinnt, gewinnt das Spiel |
| Kartenpusten             | Es müssen abwechselnd Karten von einem Stapel gepustet werden. Es verliert, wer die letzte Karte wegpustet |
| Katapult                 | Mit Hilfe eines Katapultes muss die eigene Spielfigur möglichst gewinnbringend in die in vier Teile aufgeteilte Schachtel befördert werden |
| Koffer packen            | Es werden abwechselnd Bildkarten aufgedeckt, der aktive Spieler muss alle vorherigen Karten aus dem Gedächtnis in der richtigen Reihenfolge nennen, bis einer einen Fehler macht |
| Künstlernamen            | Es muss der Künstlername von Stars genannt werden, nachdem ihr bürgerlicher Name genannt wurde |
| Liedersummen             | Es müssen vom Moderator vorgesummte Lieder erraten werden |
| Mäxchen                  | Es wird abwechselnd, verdeckt mit zwei Würfeln gewürfelt. Ziel ist es, eine höhere Zahl zu erzielen, als zuvor, wobei die höhere Augenzahl die Zehnerstelle und die niedrigere die Einerstelle angibt. Falls das nicht der Fall ist, muss man bluffen. Wenn ein Bluff auffliegt, erzielt der Gegner einen Punkt, hat man nicht gelogen erhält man den Punkt. Dabei gelten Pasch und das Ergebnis 2-1 (Mäxchen) höher als andere Ergebnisse |
| Memory                   | Es müssen möglichst viele Paare der verdeckt auf dem Tisch liegenden Kärtchen gefunden werden |
| Merk mal!                | Es werden nacheinander neun Bildkarten aufgedeckt, die die Spieler sich einprägen müssen. Danach stellt der Moderator Fragen zu den abgebildeten Gegenständen |
| Papierflieger            | Es muss ein Papierflieger gefaltet werden, der weiter segelt als der des Gegners |
| Pusteball                | Es wird zeitgleich versucht, einen Tischtennisball über die gegnerische Linie zu pusten |
| Schätzen                 | Es muss ein Tipp auf eine Schätzfrage abgegeben werden, der möglichst nah an der richtigen Antwort liegt |
| Schnibbeln               | Ein Bierdeckel muss abwechselnd aus drei Meter Entfernung in die Spielschachtel geworfen werden |
| Setzkasten               | Ein Gitter aus 25 Bildkarten wird ausgelegt, welches sich die Spieler einprägen und dann aus dem Gedächtnis nachlegen müssen |
| Slalom                   | Ein Tischtennisball muss möglichst schnell durch einen Parcours gepustet werden |
| Stimmt’s                 | Es muss getippt werden, ob vom Moderator vorgelesene Aussagen stimmen oder nicht |
| Torwand                  | Ein Chip muss durch das Loch einer kleinen Torwand geschnipst werden |
| Wann war das?            | Es muss die Jahreszahl zu historischen Ereignissen erraten werden |
| Wo liegt was?            | Der Moderator liest eine Information zu einem Ort vor, die Spieler müssen ihre Spielfigur auf den Quadranten auf einer Landkarte (Deutschland oder Europa) setzen, um möglichst nah an den tatsächlichen Ort heranzukommen |
| Würfeln                  | Die Spieler würfeln abwechselnd, beliebig oft mit einem Würfel. Wer eine sechs erzielt, verliert alle in der Runde gemachten Punkte, wer zuerst 50 Punkte erreicht, gewinnt |

## Erweiterungen
- Das Einzelspiel Blamieren oder kassieren enthält über 300 neue Fragen. Es basiert auf einem Spiel, das in der Show TV total eingeführt wurde. Es kann alleine oder mit dem Hauptspiel gemeinsam gespielt werden.
- Das Spiel Speedpuzzle kann ebenfalls alleine oder als Erweiterung gespielt werden.